# Dot i miś koala
Dot i miś koala (ang. Dot and the Koala, 1984) – czwarty australijski film fabularno-animowany wyprodukowany przez Yoram Gross Studios. W tym filmie Dot, młoda dziewczyna wzorowana na oryginalnej postaci, spotyka misia koala i wraz z innymi zwierzętami ratuje las przed budowniczymi chcącymi zbudować tamę. Film trwa ponad godzinę. Twórcą filmu jest Yoram Gross. Film był wyświetlany przez TVP3. Wersja lektorska była opracowana przez szczeciński ośrodek TVP.

## Fabuła
Burmistrz miasta Animalville, Percy Prosiak, planuje budowę wielkiej tamy. Dot i jej zwierzęcy przyjaciele, wśród których jest miś koala imieniem Bruce, nie mogą do tego dopuścić.